# Joannes Nicolaas Lemmens
Joannes Nicolaas (of Nicolaus) Lemmens, ook Jean-Nicolas Lemmens, (Schimmert, 3 juni 1850 - Cobán, 10 augustus 1897) was de vijfde bisschop van Vancouvereiland en Alaska van 1888 tot 1897.

## Familie
Lemmens stamde uit een grote, welgestelde familie uit Neerbeek/Schimmert. Zijn ouders waren Godfried Lemmens en Gertrude Bemelmans. Zijn broer Hendrik was ook priester, net zoals zijn neven Jan Willem Hubert Lemmens (terplekke: William Lemmens), geboren te Schimmert in 1872, en Johannes Hubertus Henricus Lemmens (de jongste broer van Willam), geboren te Schimmert in 1882. Alle vier werden ze op Vancouver Island actief. Tevens was Lemmens familie van de latere bisschop van Roermond, Guillaume Lemmens en Engelandvaarder Vic Lemmens.

## Loopbaan
Lemmens studeerde aan het Amerikaans College in Leuven, België, dat in 1857 gesticht werd door de Amerikaanse conferentie van katholieke bisschoppen, en te Rolduc; hij vervolgde zijn studies in het grootseminarie te Roermond. Kort na zijn priesterwijding vertrok hij, samen met zijn broer, naar Vancouvereiland, Canada. In september 1867 vestigde hij zich daar als eerste katholieke priester in Nanaimo. Vanuit daar vestigde hij een post in de regio van Clayoquot.
Hij was in die buurt gedurende een groot aantal jaren werkzaam, deels samen met een groot aantal andere missionarissen, afkomstig uit Limburg. Hij bracht de meeste tijd echter te Vancouver door. Aldaar werd hij na de moord op mgr. Seghers in 1888 tot bisschop benoemd. Hij legde in 1890 de eerste steen voor de St. Andrew's kathedraal in Victoria op Vancouvereiland. Op 30 oktober 1892 wijdde hij de kathedraal in. In de jaren negentig (van de negentiende eeuw) nodigde Lemmens de katholieken van zijn bisdom uit om arbeidersorganisaties op te richten, met als eerste in 1890 de British Columbia Federation of Labour. Hij ondersteunde ook actief vakbonden, zodat ze druk konden uitoefenen om betere werkomstandigheden en hogere lonen te bewerkstelligen.
In juni, juli en augustus 1897 reisde Lemmens naar Guatemala om er, als vervanger van de verbannen aartsbisschop Casanova, het Heilig vormsel toe te dienen aan 20.000 mensen. Hij keerde na een vermoeiende reis van vier maanden door het binnenland, die grotendeels te paard of per ezel moest worden afgelegd, terug in de hoofdstad. Daar stierf hij aan de gele koorts. De reis was niet zonder risico's. Hoewel Guatemala grotendeels katholiek was, namen de liberalen in de regering aanstoot aan zijn reis. Hierop ging Lemmens persoonlijk op audiëntie bij de president van de republiek en kreeg van hem een aanbevelingsbrief. Slechts in één afdeling ondervond hij moeilijkheden, maar de bestuurder van dit departement werd later ontslagen. Aan de inspanningen van Lemmens was het ook te danken dat de op dat moment sinds tien jaar verbannen aartsbisschop Casanova in zijn diocees kon terugkeren.

## Bisschoppelijk wapen
Het bisschoppelijk wapen dat Lemmens voerde was: op een veld van azuur, links een hart met stralenglans omgeven door een doornenkroon met uitschietende vlammen waartussen een kruis; dennenbomen van rechts uitgaande. In de schildvoet een water met oever van groen, rotsblok en prauw.

## Nalatenschap
Lemmens bestudeerde de talen van de inheemse bevolking op Vancouvereiland en omstreken intensief. Hij schreef een woordenboek over deze talen, met Webster's Dictionary als inspiratie.
Na zijn dood werd er een comité gevormd om giften voor de oprichting van een monument ter nagedachtenis aan Lemmens in de kerk van diens geboorteplaats Schimmert in te zamelen. De voorzitter van het comité was pastoor te Schimmert W.J. Willems en corresponderend lid was J. Waelen, kapelaan te Nijmegen. In De Tijd d.d. 10 oktober 1901 werd de onthulling van het monument vermeld.
Op Vancouvereiland is een baai naar hem vernoemd, de 'Lemmens Inlet' nabij Tofino in de regio van Clayoquot.